# 윈도우 터미널
윈도우 터미널(Windows Terminal, 코드명: Cascadia)은 마이크로소프트가 개발한 윈도우 10용 단말 에뮬레이터이다. 명령 프롬프트, 파워셸, WSL, SSH 지원을 지원한다. 깃허브에 초기 소스 코드 공개 이후, 2019년 7월 21일 프리뷰 릴리스가 처음으로 마이크로소프트 스토어에 게시되었다.
새 명령 줄 인터페이스를 위해 개발한 고정폭 글꼴 Cascadia Code를 제공한다. 프로그래밍 합자를 포함하며 윈도우 터미널, 터미널 애플리케이션, 그리고 마이크로소프트 비주얼 스튜디오나 비주얼 스튜디오 코드와 같은 문서 편집기의 룩 앤드 필을 개선하기 위해 설계되었다. 글꼴은 SIL 오픈 폰트 라이선스의 오픈 소스이며 깃허브에서 이용이 가능하다. 버전 0.5.2762.0부터 윈도우 터미널에 기본 포함되어 있다.

## 기능
윈도우 터미널은 명령 줄 프론트엔드이다. 다중 탭 창으로 텍스트 기반 셸을 포함한 여러 개의 터미널 앱을 실행할 수 있다. Cmd.exe, 파워셸, 파워셸, 리눅스용 윈도우 하위 시스템(WSL), 애저 클라우드 셸 커넥터의 지원이 포함된다. 이것들 모두가 기본적으로 윈도우 콘솔에서 동작한다.
윈도우 터미널은 다음의 지원을 통해 텍스트 기반 명령 경험을 제고한다:
- UTF-8, UTF-16 (CJK 표의문자 및 이모지)[a]
- 다이렉트라이트를 통한 하드웨어 가속 텍스트 렌더링
- 24비트 색
- 창 투명도 효과
- 배경 이미지
- 테마
- 전체 화면 모드
- ANSI/VT 시퀀스
- 창틀 나누기
- 사용자 인터페이스 자동화(UIA) 트리를 통한 마이크로소프트 내레이터 호환[11]
- 텍스트를 HTML 및 RTF 포맷으로 클립보드에 복사
- 마우스 입력

## 같이 보기
- 단말 에뮬레이터 목록